# Katastrofa kolejowa pod Żywcem
Katastrofa kolejowa pod Żywcem – najechanie pociągu osobowego relacji Sucha Beskidzka – Żywiec na pociąg osobowy relacji Żywiec – Sucha Beskidzka (zmierzający w kierunku stacji początkowej) w Świnnej na linii kolejowej nr 97, do którego doszło 19 grudnia 2005 roku. W wyniku wypadku rannych zostało dwóch maszynistów i sześciu pasażerów obu pociągów.

## Opis zdarzenia

### Pociągi biorące udział w wypadku
W wypadku brały udział dwa pociągi osobowe. Pierwszym z nich był 34527 relacji Sucha Beskidzka – Żywiec obsługiwany elektrycznym zespołem trakcyjnym EN57-840; maszynistą był Czesław Gołuszka, kierownikiem pociągu była Lucyna Kubieniec. Drugim pociągiem był 43524 relacji Żywiec–Sucha Beskidzka obsługiwany elektrycznym zespołem trakcyjnym EN57-1271; maszynistą był Ryszard Budziak, kierownikiem pociągu był Maciej Polak. Łącznie w obu składach było ponad 30 osób.

### Przebieg zdarzenia
O 14:00 z Suchej Beskidzkiej odjechał planowo pociąg osobowy 34527 do Żywca, zaś o 14:33 z Żywca odjechał pociąg osobowy 43524 do Suchej Beskidzkiej. Według rozkładu miały one się minąć na stacji Jeleśnia o godzinie 14:58.
Jazda obu pociągów przebiegała planowo do godziny 14:38, gdy 34527 zbliżał się do przystanku osobowego Hucisko. Czesław Gołuszka zauważył wtedy, że jego pociąg ma coraz większe problemy z hamowaniem. Po odjeździe osobowego do Żywca z Huciska nastąpiła całkowita utrata kontroli nad jednostką EN57-840 – zarówno hamulec główny, jak i ręczny nie reagowały na zmianę pozycji. Na problemy wpłynęło nachylenie szlaku – przystanek Hucisko znajduje się na wysokości 550 m n.p.m., zaś Jeleśnia na wysokości 425 m n.p.m. i wskutek braku hamowania nastąpiło rozpędzenie zespołu trakcyjnego do prędkości 70 km/h, przy dozwolonej 40 km/h.

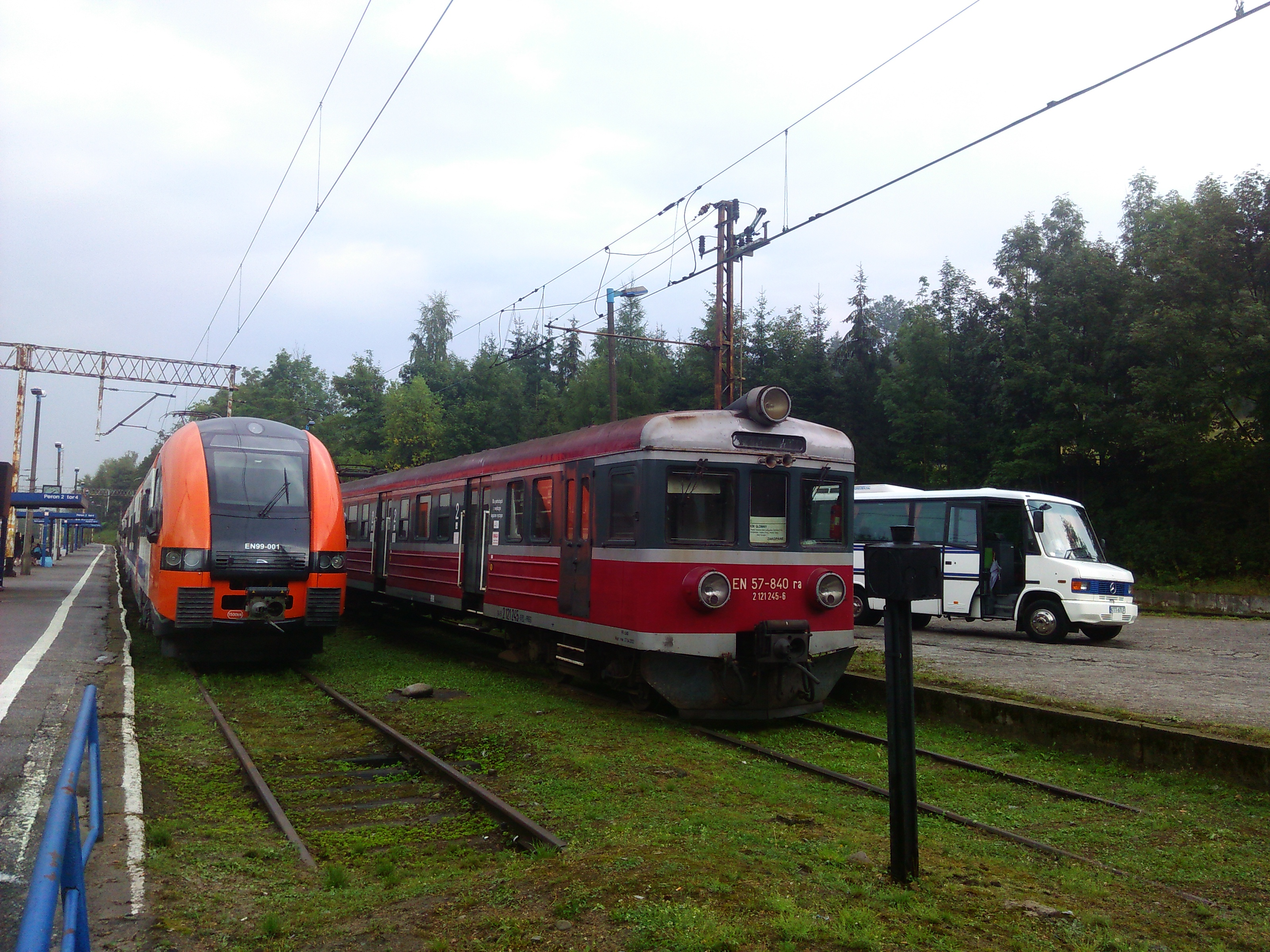
EN57-840, jednostka obsługująca 19 grudnia 2005 pociąg z Suchej Beskidzkiej do Żywca, na stacji Zakopane w 2015 roku

Po przeprowadzeniu pasażerów przez Lucynę Kubieniec do tylnej części składu, o godzinie 14:45 Gołuszka poinformował przez radiotelefon dyżurną ruchu w Jeleśni, Danutę Gancarz, o niesprawności hamulców w jego pociągu i poprosił o pomoc.

Jeleśnia, zróbcie coś, stawcie przelot, bo nie mam hamowania

Zgodnie z Rozporządzeniem Ministra Infrastruktury o ogólnych warunkach prowadzenia ruchu i sygnalizacji oraz przepisami wewnętrznymi PKP PLK (Instrukcja o prowadzeniu ruchu pociągów Ir-1) co do zasady należy skierować zbiegające wagony na tor zakończony kozłem oporowym, a jeżeli jest to niemożliwe, to wykoleić zbiegające wagony w jakikolwiek sposób. Co więcej, kierowanie zbiegających wagonów na tor, na którym znajdują się wagony z ludźmi, jest zakazane. Jednakże w tej sytuacji zbiega pociąg pasażerski, EN57 będący zespołem trakcyjnym, a nie wagonem. Rozporządzenie i instrukcja PLK nie przewiduje, ani nawet nie wspomina o sytuacji w której zbiega pociąg pasażerski.
Danuta Gancarz skontaktowała się z Ryszardem Budziakiem, maszynistą pociągu 43524 do Suchej, i nakazała mu zmianę kierunku jazdy z powrotem do Żywca, informując o niebezpieczeństwie zderzenia czołowego. Postąpił on zgodnie z poleceniem, jednocześnie wysyłając do kabiny od strony Jeleśni kierownika pociągu Macieja Polaka z prośbą o podawanie przez radiotelefon informacji na temat zbliżającego się EN57-840.
Osobowy 34527 przejechał przez stację w Jeleśni z prędkością około 90 km/h – dwa razy szybciej, niż było dozwolone przepisami. W rezultacie, po kilku minutach Maciej Polak zauważył z kabiny od strony Suchej nadjeżdżającego EN57-840 (43524 w stronę Żywca rozpędził się do 70 km/h) i zaczął przekazywać maszyniście orientacyjny dystans między składami w metrach. Budziak odpowiadał na te komunikaty ostrożnym wdrażaniem hamowania w celu złagodzenia siły zderzenia. Gdy odległość wyniosła 30 metrów, kierownik pociągu 43524 wycofał się w głąb składu, a maszynista uruchomił hamowanie na wysokości Świnnej w celu wyhamowania pociągów przed mostem w Żywcu.
W momencie zderzenia EN57-840 jechał 85 km/h, zaś EN57-1271 65 km/h. Po zderzeniu pociągi przejechały jeszcze 300 metrów, po czym zatrzymały się.
Ranni zostali obaj maszyniści oraz sześciu pasażerów. Nikt nie zginął. Uszkodzony został tor linii kolejowej nr 97 oraz oba elektryczne zespoły trakcyjne. Szacunkowe straty materialne wyniosły 25 tysięcy złotych.

## Przyczyny wypadku
Według protokołu powypadkowego, przyczyną pierwotną wypadku była utrata skuteczności hamowania na skutek oblodzenia wkładek hamulcowych. Jako przyczyny pośrednie zakwalifikowano niekorzystne warunki atmosferyczne, wysokość pokrywy śnieżnej ponad główkę szyny oraz ujemną temperaturę. Potwierdziła to również jazda kontrolna w dniu 28 grudnia 2005 roku. Na podstawie obu zdarzeń stwierdzono, że zastosowane kompozytowe wkładki hamulcowe wykonane z materiału FR502 typu LL stanowią zagrożenie bezpieczeństwa ruchu kolejowego.

### Kompozytowe wkładki hamulcowe
Klocki hamulcowe w elektrycznych zespołach trakcyjnych serii EN57 składają się ze wstawki hamulcowej (która jest elementem trącym) oraz jej obsady. Wstawki wytwarza się z żeliwa lub materiałów kompozytowych. W porównaniu z żeliwnymi, kompozytowe wstawki nie iskrzą ani nie piszczą podczas hamowania, wytrzymują dłużej oraz są tańsze. Jednostka EN57-840 obsługująca pociąg 34527 w dniu 19 grudnia 2005 roku była wyposażona we wstawki kompozytowe LL (o niskim współczynniku tarcia) wyprodukowane przez firmę Frenoplast, wykonane z kompozytu oznaczonego jako FR502.
O wadach wstawek informował poseł Stanisław Żelichowski w interpelacji do ministra infrastruktury z 12 stycznia 2005 roku. Wprowadzenie wstawek do jednostek EN57 eksploatowanych przez Zakład Pasażerski Przewozów w Warszawie w ocenie maszynistów miało spowodować zmniejszenie efektywności hamowania; koła pociągów miały się zakleszczać, przy opadach dochodziło do spadku siły tarcia, zaś przy hamowaniu z wkładek miał wydobywać się gryzący dym. Sprawę poruszył również Głos Maszynisty w numerze z 15 grudnia 2005 roku (4 dni przed wypadkiem), wspominając o niskiej skuteczności działania hamulca przy małych prędkościach i słabej skuteczności działania hamulca ręcznego.
Bohdan Bułhak, prezes Frenoplastu, w wywiadzie w lutym 2006 roku stwierdził, że w 2001 roku wstawki kompozytowe uzyskały pozytywną opinię Instytutu Pojazdów Szynowych IPS Tabor w Poznaniu, a Katedra Transportu Szynowego Politechniki Śląskiej przeprowadziła próby skuteczności hamulca EZT wyposażonego we wstawki kompozytowe, na podstawie których stwierdzono, że skuteczność hamowania z maksymalnych prędkości jest podobna do uzyskanej przy wstawkach żeliwnych. W latach 2002-2003 przeprowadzono badania eksploatacyjne na terenie Beskidów i Mazowsza zakończone przedłużeniem świadectwa dopuszczenia do eksploatacji przez UTK do 2007 roku. Prezes stwierdził, że zarzuty kierowane przez maszynistów są bezpodstawne. Zdaniem dziennikarza dla prezesa cały spór jest "grubymi nićmi szyty", Prezes komentując decyzję o wstrzymaniu eksploatacji klocków przywołuje argumenty o złej technice jazdy maszynistów, stratnych konkurencyjnych firmach (odlewniach żeliwa), gdy Frenoplast jest jedynym polskim producentem klocków kompozytowych, i wreszcie – sytuacji z dnia 2 stycznia 2002 roku na trasie Dulowa – Krzeszowice gdzie w podobnym wypadku doszło do oblodzenia klocków żeliwnych. Stwierdza, że: "decyzja podjęta w stosunku do Frenoplastu (...) zaczyna nabierać całkowicie innego znaczenia i odpowiedź na pytanie czy chodzi w tej awanturze tylko o bezpieczeństwo maszynistów i pasażerów wcale nie jest taka jednoznaczna".

## Po katastrofie
23 stycznia 2006 roku Przewozy Regionalne wycofały z użytku wszystkie wstawki kompozytowe wykonane z materiału FR502 zamontowane w zespołach trakcyjnych serii EN57. 31 stycznia prezes UTK cofnął dopuszczenie wydane dla wstawek kompozytowych wykonanych z materiału FR502, zaś 2 lutego 2006 roku wydał decyzję zakazującą eksploatowanie pociągów wyposażonych we wstawki kompozytowe wyprodukowane z materiału FR502 po 31 marca.
Załogi obu pociągów osobowych oraz dyżurna ruchu z Jeleśni zostali odznaczeni w 2006 roku przez Prezydenta RP Lecha Kaczyńskiego medalami Za Ofiarność i Odwagę.